# キヤノン EOS 7

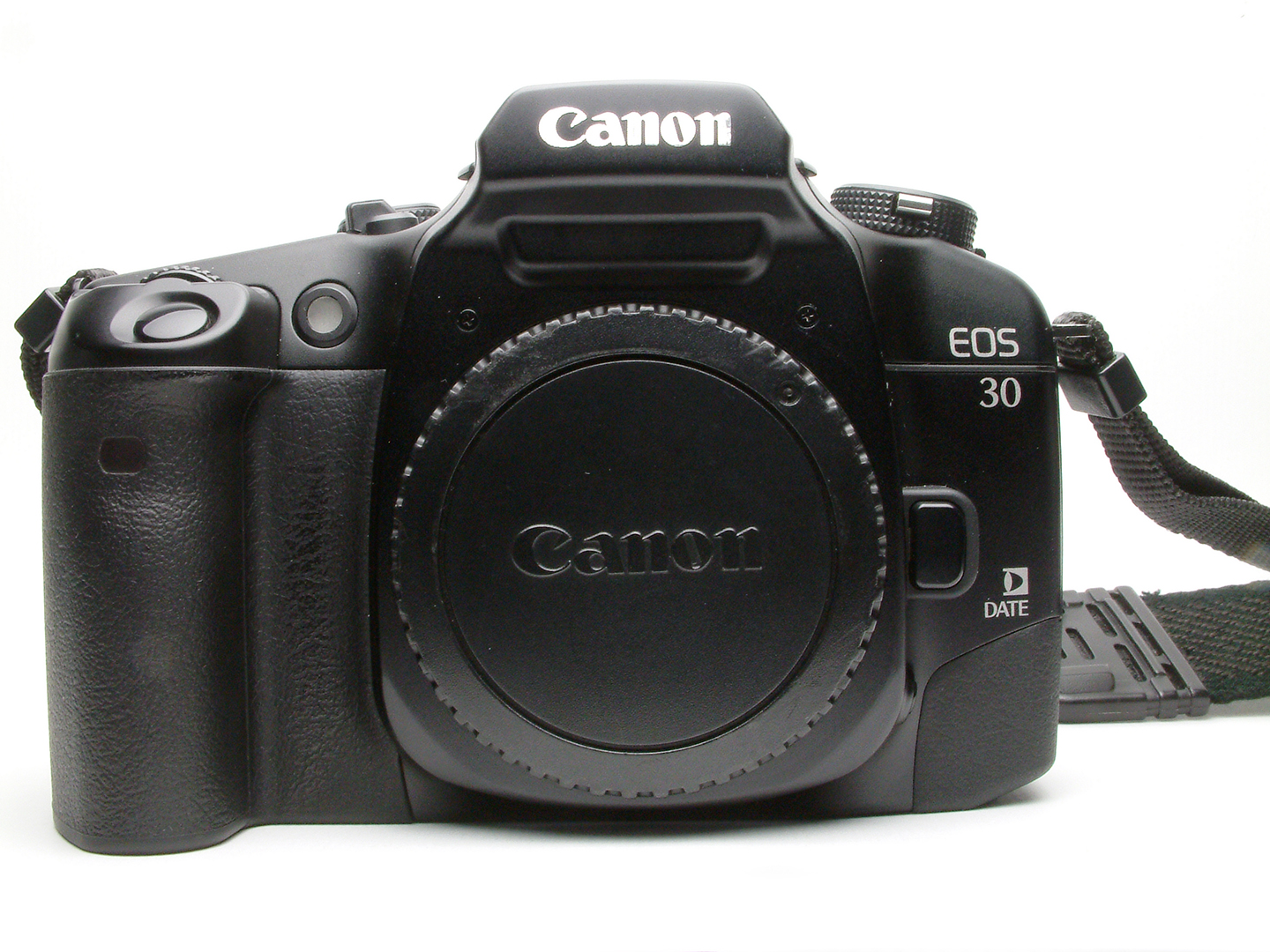
EOS 30 Date（EOS 7の日本国外輸出仕様

キヤノン EOS 7（キヤノン イオスセブン）は、キヤノンが2000年10月に、EOS 55の後継機として開発･発売したハイアマチュアクラス35mm一眼レフカメラ。当時の上位機種にはEOS-3、下位機種にはEOS Kiss IIIがあった。基本コンセプトは「高品位と斬新さを兼ね備えた存在感のある造形」。
2004年3月にはマイナーチェンジモデルキヤノン EOS 7sが発売されており、2007年の現行機種としてはEOS-1Vに続くキヤノンフィルム一眼ナンバー2であったが、同年末に生産を終了した。

## 特徴
EOS 7は、キヤノンのハイアマクラス機中最速のAF速度を持っている。独自開発のCMOSセンサーによる7点AFで自由なフレーミングを可能とした。また、視点入力AFを搭載、視線検出応答時間を従来機よりも短縮しつつ、視度調整機構を搭載するなど、機能の改善が見られる。
連写速度は、秒間最速4コマで、ボディ単体における連写速度は秒間最速3.5コマのEOS-1Vに勝っている。動体予測能力もEOS-1Vと同等性能を実現した。フィルムの巻き上げ・巻き戻しも最新のサイレント技術を搭載することで静粛化をより進めた形となった。
キヤノンはハイアマ機としているが、初心者にも使いやすく、普及機からのステップアップを目指すユーザーのために、11種の撮影モードを搭載しており、その中の数種は被写体にあわせて選択できるモードとなっている。この他35分割評価測光や専用スピードライト使用時にはE-TTL自動調光に対応する。
ボディデザインは斬新かつ緻密な造形処理を施しながら、高品位な外見に仕上げており、小型ながら高級感があるようなデザインとなっている。
マイナーチェンジモデルのEOS 7sは、上述のEOS 7の基本性能をそのままに、AF性能をEOS 10Dと同等に引き上げると共に、専用スピードライト使用時の調光をEFレンズ内蔵の距離エンコーダによる距離情報を加味した新アルゴリズム・E-TTL II自動調光を搭載、外観も表示の見やすさや一層の高級感を出すように改良されている。

## 諸性能
- 形式：モータードライブ・フラッシュ・オートデート内蔵35mmフォーカルプレーンシャッター式AF/AE一眼レフカメラ
- 使用レンズ：キヤノンEFレンズ群（EF-Sレンズを除く）
- レンズマウント：キヤノンEFマウント
- ファインダー：ペンタプリズム使用、アイレベル式、視度調整機能内蔵
- ファインダー視野率：上下90%、左右92%
- ファインダー倍率：0.70倍
- シャッター速度：1/4000-30秒（1/2段ステップ）、バルブ、X=1/125秒
- 測光方式：35分割SPC使用、TTL開放測光（評価測光、部分測光（10%）、中央部重点平均測光）
- 測光範囲：EV1～20(常温、50mmF1.4、ISO100)
- 露出補正：±2段（1/2段ステップ）
- 使用フィルム感度：ISO6-6400(DXコード自動設定ISO25-5000)
- オートフォーカス：CMOSセンサーによるTTL-SIR方式（EOS 7sはTTL-CT-SIR方式）視線入力対応7点測距AF
- 測距輝度範囲：EV1-18(ISO100)
- 連続巻き上げ速度：最高約4コマ/秒
- 内蔵フラッシュ：ペンタ部内蔵リトラクタブル直列制御・TTL自動調光オートポップアップフラッシュ（ガイドナンバー13）
- 外部フラッシュ：専用スピードライトEXシリーズ使用時、E-TTL（EOS 7sはE-TTL II）自動調光に対応
- 大きさ：146.7（幅）x103（高さ）x69（奥行）mm
- 重量：580g（本体のみ、EOS 7sは585g）

## その他
日本国外では、視線入力対応AFを省略したモデルも販売されていた。以下に北米及びヨーロッパ・アジア・オセアニアでの販売名称を示す。（視線入力AF無し/有りの順）
- 北米での販売名
  - EOS 7：EOS ELAN 7 / EOS ELAN 7E
  - EOS 7s：EOS ELAN 7N / EOS ELAN 7NE
- ヨーロッパ・アジア・オセアニアでの販売名
  - EOS 7：EOS 33 / EOS 30
  - EOS 7s：EOS 33V / EOS 30V